# Playlist: The Very Best of Britney Spears
Playlist: The Very Best of Britney Spears é o quarto álbum de compilação da cantora americana Britney Spears, lançado em 6 de novembro de 2012. O disco contém uma seleção de gravações remasterizadas, e é parte de uma série de álbuns similares intitulados Playlist: The Very Best of, editados pela Legacy Recordings. Debutou na 111ª colocação da tabela musical americana Billboard 200 com 11 mil cópias comercializadas. Naquela semana, o disco teve o seu valor reduzido para US$ 1,99 por alguns revendedores durante um tempo limitado. No entanto, essas unidades vendidas a um preço inferior não foram contabilizadas devido a uma regra de valor mínimo da Billboard para álbuns com menos de quatro semanas na parada.

## Alinhamento de faixas
| N.º            | Título                                   | Duração |  |
| 1.             | "...Baby One More Time"                  | 3:32    |  |
| 2.             | "(You Drive Me) Crazy (The Stop Remix!)" | 3:17    |  |
| 3.             | "Oops!... I Did It Again"                | 3:31    |  |
| 4.             | "Stronger"                               | 3:23    |  |
| 5.             | "I'm a Slave 4 U"                        | 3:25    |  |
| 6.             | "Toxic"                                  | 3:20    |  |
| 7.             | "Gimme More"                             | 4:11    |  |
| 8.             | "Womanizer"                              | 3:44    |  |
| 9.             | "Hold It Against Me"                     | 3:49    |  |
| 10.            | "Till the World Ends"                    | 3:59    |  |
| 11.            | "If U Seek Amy"                          | 3:36    |  |
| 12.            | "I Wanna Go"                             | 3:30    |  |
| 13.            | "Piece of Me"                            | 3:32    |  |
| 14.            | "Circus (Diplo Circus Remix)"            | 4:25    |  |
| Duração total: | Duração total:                           | 51:14   |  |

## Desempenho nas tabelas musicais

### Posições
| Tabela musical (2012)          | Melhor posição |
| ------------------------------ | -------------- |
| Estados Unidos - Billboard 200 | 111            |

## Histórico de lançamento
| País           | Data                  | Formatos             | Gravadora         |
| -------------- | --------------------- | -------------------- | ----------------- |
| Estados Unidos | 6 de novembro de 2012 | CD, download digital | Legacy Recordings |